# Putilla lucida
Putilla lucida is een slakkensoort uit de familie van de Skeneidae. De wetenschappelijke naam van de soort is voor het eerst geldig gepubliceerd in 1867 door A. Adams.